# 潘帕羅馬斯區

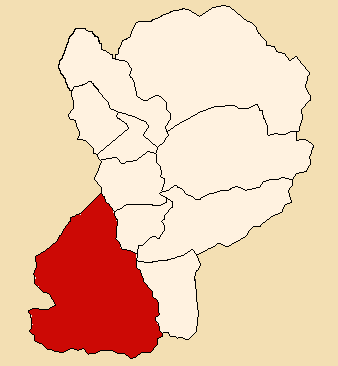

潘帕羅馬斯區（西班牙語：Distrito de Pamparomás），是秘魯的一個區，位於該國北部安卡什大區的瓦伊拉斯省，始建於1857年1月2日，面積496.35平方公里，海拔高度2,862米，2002年人口9,484，人口密度為每平方公里19人。